# Principia Ethica
Principia Ethica is een monografie door de Britse filosoof George Moore. Het werk verscheen in 1903 en is een van de standaardwerken uit de moderne ethiek. 
In dit werk introduceerde Moore de term naturalistic fallacy (naturalistische dwaling). Deze stelling hield in dat elke poging om de term "goed" te definiëren in iets natuurlijks, zoals het genotsvolle of het hoger beschaafde, foutief is. Van deze eigenschappen kan men immers nog altijd vragen of ze wel echt goed zijn: "is genot wel echt goed?" Als goed echter volledig overeenkwam met "dat wat genotsvol is" zou deze vraag daarentegen net triviaal te beantwoorden zijn met "ja", maar dat lijkt niet het geval te zijn. Goed is volgens Moore iets ondefinieerbaar.